# جام ملت‌های فوتبال ساحلی آسیا ۲۰۰۸
قهرمانی فوتبال ساحلی آسیا ۲۰۰۸ سومین دوره فوتبال ساحلی قهرمانی آسیا که توسط کنفدراسیون فوتبال آسیا برگزار شد. این مسابقات به عنوان مقدماتی انتخابی جام جهانی فوتبال ساحلی ۲۰۰۸ شناخته شد. این مسابقات در اردیبهشت ماه سال ۱۳۸۷ در شهر دبی امارات متحده عربی برگزار شد. در این مسابقات امارات متحده عربی قهرمان شد و ژاپن در رده دوم و ایران مقام سوم را کسب کرد.

## تیم‌های شرکت کننده
در این مسابقات ۶ تیم حضور داشتند.
- ازبکستان
- چین
- ایران
- ژاپن
- فیلیپین
- امارات متحدهٔ عربی

## گروه‌ها
تیم‌ها به دو گروه A و B تقسیم‌بندی شدند.

### گروه A
امارات متحده عربی ۶–۲ازبکستان 
(دبی؛ جمیرا پارک، ۱۷ اردیبهشت‌ماه ۱۳۸۷)
 چین ۴–۳ازبکستان 
(دبی؛ جمیرا پارک، ۱۸ اردیبهشت‌ماه ۱۳۸۷)
 امارات متحده عربی ۵–۰چین
(دبی؛ جمیرا پارک، ۱۹ اردیبهشت‌ماه ۱۳۸۷)

### گروه B
ژاپن ۸–۲فیلیپین 
(دبی؛ جمیرا پارک، ۱۷ اردیبهشت‌ماه ۱۳۸۷)
 ایران ۵–۲فیلیپین 

(دبی؛ جمیرا پارک، ۱۸ اردیبهشت‌ماه ۱۳۸۷)
 ایران ۱–۱ژاپن 
(دبی؛ جمیرا پارک، ۱۹ اردیبهشت‌ماه ۱۳۸۷)

## دور پایانی
|  | نیمه‌نهایی‌           | نیمه‌نهایی‌           |   |                     | نهایی               | نهایی |  |
|  |                     |                     |   |                     |                     |       |  |
|  | ۲۰ اردیبهشت‌ماه ۱۳۸۷ |                     |   |                     |                     |       |  |
|  | ایران               | ۱                   |   |                     |                     |       |  |
|  | امارات متحدهٔ عربی   | ۳                   |   |                     |                     |       |  |
|  |                     |                     |   |                     |                     |       |  |
|  |                     |                     |   |                     | ۲۱ اردیبهشت‌ماه ۱۳۸۷ |       |  |
|  |                     |                     |   |                     | امارات متحدهٔ عربی   | ۴     |  |
|  |                     | ژاپن                | ۳ |                     |                     |       |  |
|  |                     |                     |   |                     |                     |       |  |
|  |                     |                     |   |                     |                     |       |  |
|  |                     |                     |   |                     | مقام سومی           |       |  |
|  | ۲۰ اردیبهشت‌ماه ۱۳۸۷ | ۲۰ اردیبهشت‌ماه ۱۳۸۷ |   | ۲۱ اردیبهشت‌ماه ۱۳۸۷ | ۲۱ اردیبهشت‌ماه ۱۳۸۷ |       |  |
|  | ژاپن                | ۷                   |   | ایران               | ۴                   |       |  |
|  | چین                 | ۱                   |   |                     | چین                 | ۱     |  |